# Alice Hoschedé
Alice Hoschedé  (19. února 1844, Paříž, Francie – 19. května 1911, Giverny, Francie) byla manželkou ředitele pařížského obchodního domu a sběratele umění Ernesta Hoschedé a druhá žena impresionistického malíře Clauda Moneta.

## Životopis
Podle nepředložených genealogických údajů, které uvedl Michael Legrand, se narodila jako Angélique Émilie Alice Raingo 19. února 1844 v Paříži Denisi Lucien Alphonse Raingo a jeho manželce Jeanne Coralie Boulade.
Jejími dětmi s Ernestem byly Blanche (která se provdala za Monetova syna Jeana Moneta), Germaine, Suzanne, Marthe, Jean-Pierre a Jacques.

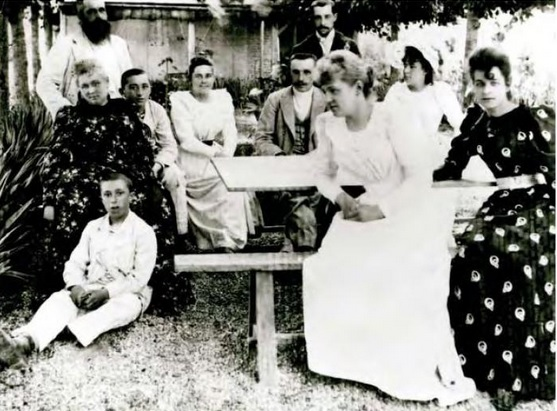
Rodiny Monet a Hoschedé, kolem 1880: zleva doprava: Claude Monet, Alice Hoschedé, Jean-Pierre Hoschedé, Jacques Hoschedé, Blanche Hoschedé Monet, Jean Monet, Michel Monet, Martha Hoschedé, Germaine Hoschedé, Suzanne Hoschedé